# تود مور
تود مور (بالإنجليزية: Todd Moore) هو فنان قتال مختلط أمريكي، ولد في 30 ديسمبر 1983 في هيوستن في الولايات المتحدة.

## وصلات خارجية
- تود مور على موقع شيردوغ (الإنجليزية)
- تود مور على موقع IMDb (الإنجليزية)